# دو (ایلینوی)
دو (به انگلیسی: Dow) یک منطقهٔ مسکونی در ایالات متحده آمریکا است که در ایلینوی واقع شده‌است.